# Martellivirales
Die Martellivirales sind eine Ordnung von Viren, welche Eukaryoten befallen. Sie ist nach dem Pflanzenvirologen und Virus-Taxonomen Giovanni Paolo Martelli (1935–2020) benannt, welcher zeitlebens mehr als 300 Forschungsarbeiten veröffentlicht hatte.

## Systematik
Die Taxonomie der Ordnung ist gemäß International Committee on Taxonomy of Viruses (ICTV) mit Stand Master Species List (MSL) #39v2 (Mai 2024) sortiert nach dem Wirtsspektrum  wie folgt:
Ordnung: Martellivirales
- Pflanzenviren:

- Familie: Bromoviridae (mit dem Brome Mosaic Virus)
- Familie: Closteroviridae
- Familie: Virgaviridae (stäbchenförmig, mit dem Tabakmosaikvirus als bekanntestem Vertreter)
- Familie: Kitaviridae (mit Gattungen Blunervirus, Cilevirus, Higrevirus)
- Familie: Mayoviridae (mit Gattungen Idaeovirus, Pteridovirus)

- Befallen Pflanzen, Pilze und Eipilze:

- Familie: Endornaviridae

- Befallen diverse Wirbeltiere und wirbellose Tiere:

- Familie: Togaviridae (nur eine Gattung: Alphavirus)